# Fáni-völgyi 4. sz. üreg
A Fáni-völgyi 4. sz. üreg a Duna–Ipoly Nemzeti Parkban található Vértes hegységben, Vértesbogláron lévő egyik barlang.

## Leírás
Vértesboglár külterületén, a Vértesi Natúrpark fokozottan védett területén, erdőben helyezkedik el a barlang. A Fáni-völgy D-i oldalában, 247 m tszf. magasságban van az üreg bejárata. Az útról is jól látható Fáni-völgyi 3. sz. üregtől DK-re (balra), 10–15 m-re, kis sziklakibúvás alján fekszik a Fáni-völgyi 4. sz. üreg kicsi (40×60 cm-es), lapos, háromszög alakú, természetes jellegű, vízszintes tengelyirányú bejárata. A barlangbejárat nehezen vehető észre, a lehullott avar is nagyon takarhatja.
A barlang egyetlen alacsony, csak kúszva járható üregből áll. Kitöltését sok kőzettörmelék, humusz és avar alkotja. Az üreg kifagyásos kőzetaprózódás miatt jött létre. Befoglaló kőzete triász dolomit, falait pedig mállott kőzetfelületek jellemzik. Említésre méltó mennyiségben és méretben kialakult képződmények nem figyelhetők meg benne. A nehezen járható (meredek) terepen megközelíthető, kúszva, világítóeszköz használatával járható barlang megtekintéséhez nem szükséges engedély. Az üreg 1979-es barlangbejáráskor leírt K-i bejárata napjainkig nagyrészt eltömődött.
1979-ben volt először Fáni-völgyi 4. sz. üregnek nevezve a barlang az irodalmában. Előfordul a barlang az irodalmában Fáni-völgyi 1. hasadékbarlang (Kordos 1984), Fáni-völgyi–1. hasadékbarlang (Kocsis 1975), Fáni-völgyi 4.sz. barlang (Egri 2003), Fáni-völgyi 4.sz. üreg (Bertalan 1976) és Vértes 28.sz.barlang (Kordos 1979) neveken is.

## Kutatástörténet
Az 1962-ben kiadott, A barlangok világa című könyv szerint a Vértes hegységben lévő Fáni-völgyben, a pataktól 10–12 m-rel magasabban kis barlangok vannak. A Ferencvárosi Természetbarátok Sportköre Barlangkutató Csoportjának váltott tagokból álló egyik csoportja, melyet Horváth János vezetett, 1968-ban folytatta a Vértes hegység bejárását és a hegységben lévő barlangok háromsíkú felmérését. Ez a csoport a Fáni-völgyben felmért kilenc, részben korábban ismert (I–IX. jelzésű) sziklaüreget. Az FTSK Barlangkutató Csoport 1969. évi jelentése szerint Horváth János az 1968. tavaszi-őszi barlangfelmérések felhasználásával 1969-ben elkészítette a Fáni-völgy (Vértes hegység) 9 üregének térképét. A térképeken 1:100 méretarányban vannak bemutatva a barlangok.
A Kocsis Antal által írt, 1975-ben megjelent kiadványban az van írva, hogy a Fáni-völgyi 4. sz. üreg (Fáni-völgyi–1. hasadékbarlang) és a Fáni-völgyi 3. sz. üreg ugyanazon a völgyoldalon található. A Fáni-völgyi–1. hasadékbarlang a Fáni-völgyi 3. sz. üregtől KDK-re, 15 m-re, 2 m átmérőjű sziklafalban, rejtve helyezkedik el. Réteges szerkezetűek a barlang falai, ebben azonban kivételt képez a K-i barlangfal, mely töredezett, aprózódott dolomitból áll. Kitöltése vastag. Apró kőzettörmelékből áll a kitöltés. A barlang 5 m hosszú, 1,3–2,4 m széles és 0,5–0,8 m magas. Hasadékaiban pókszabásúak fordulnak elő. A Fáni-völgyi 4. sz. üreg és a Fáni-völgyi 5. sz. üreg ugyanazon a völgyoldalon található. A Fáni-völgyi 5. sz. üreg a Fáni-völgyi 4. sz. üregtől kissé feljebb, 15 m-re fekszik. A Fáni-völgyi 5. sz. üreg (a Fáni-völgyi 4. sz. üreghez hasonlóan) hosszanti és függőleges repedés mentén jött létre. A kiadványban lévő térképmellékleten látható a Fáni-völgyi 4. sz. üreg földrajzi elhelyezkedése. A térképen 28-as számmal van jelölve a barlang.
Az 1976-ban befejezett, Magyarország barlangleltára című kéziratban az olvasható, hogy a Vértes hegységben, Vértesbogláron helyezkedik el a Fáni-völgyi 4.sz. üreg (Fáni-völgyi–1. hasadékbarlang). A Fáni-völgyben, a Fáni-völgyi 3. sz. üregtől DNy-ra, kb. 10 m-re, 3 m-rel lentebb található a Fáni-völgyi 4. sz. üreg. A két bejáratú barlang szűk nyílása egy fa törzse alatt van. A barlang 5 m hosszú, 1,3–2,4 m széles és 0,5–0,8 m magas. A durva törmelékből álló aljzatú, alacsony üreg második bejárata az üreg K-i oldalán fekszik. A kézirat Fáni-völgyi 4. sz. üreget ismertető része 2 irodalmi mű alapján lett írva.
Az Alba Regia Barlangkutató Csoport által 1979-ben készített kézirat szerint a Fáni-völgyi 4. sz. üreg (F4) az OKTH barlangleltárában, amelyben a Vértes hegység barlangjai között a 13. számú barlang, a fenti névvel van ismertetve. A Kocsis Antal által írt kiadványban Fáni-völgyi–1. hasadékbarlang a barlang neve és 28-as a száma. Horváth János szpeleográfiai terepjelentésben ismertette az üreget. A barlang Vértesboglár szélén (Fejér megye, Bicskei járás) helyezkedik el. A Fáni-völgy DNy-i oldalában, kb. 235 m tszf. magasságban, a Fáni-völgyi 3. sz. üregtől balra, 10–15 m-re, kis sziklaperem alatt található a Fáni-völgyi 4. sz. üreg bejárata. Nehezen vehető észre a lapos háromszög alakú barlangbejárat, mely felett egy derékban kettétört fa csonka törzse látható. Bejáratától balra van egy alacsony, járhatatlan bejárata is. Megtudja mutatni Szolga Ferenc az üreget. A vízszintes és alacsony sziklaodú csapadékos időben némileg nedves.

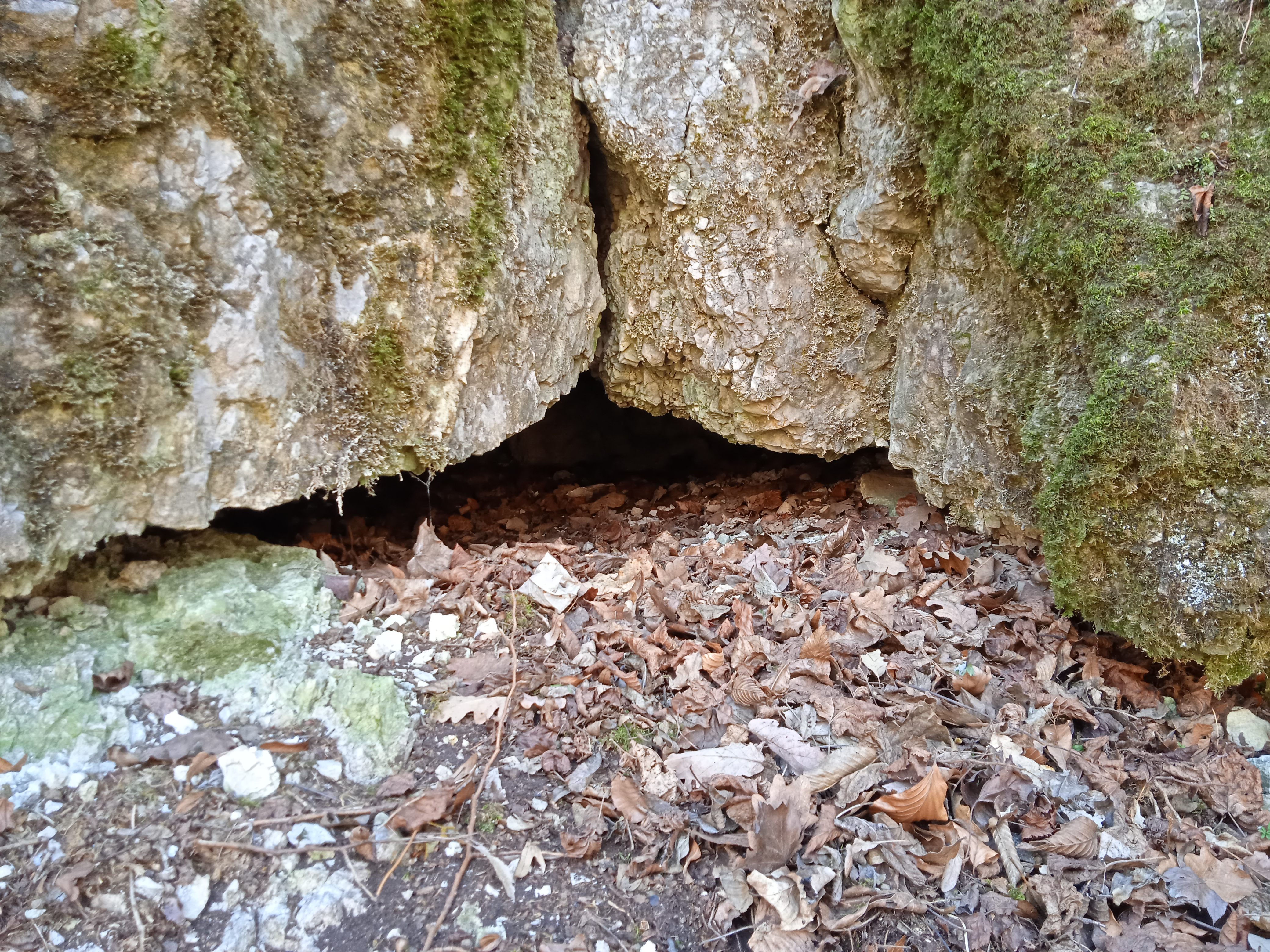
A Fáni-völgyi 4. sz. üreg bejárata

Az üreg befoglaló kőzete breccsás szerkezetű triász dolomit, kitöltése pedig sok kőzettörmelékből áll. Néhány helyen vízcsepegés jelenik meg benne csapadékos időben. Repedések mentén alakult ki a barlang kifagyás és mállás miatt. Egyetlen lapos üregből áll, melynek közepénél balra van egy kijárat. Ez a nyílása laposan tekint K-re. A barlang törmelékes aljzata vékonynak tűnik, felszínén csontok fekszenek. Ezek közül a szórványleletek közül begyűjtött csontokat Kordos László és Krolopp Endre meghatározták. A meghatározás szerint a maradványok: csiga (Laciniaria plicata, Krolopp Endre által meghatározva), denevér (Chiroptera indet.), nagy pele (Glis glis) és mezei nyúl (Lepus europaeus). Ezek fiatal, legfeljebb néhány tízéves állagú csontok. A Magyar Állami Földtani Intézet gyűjteményébe 1979. február 7-én kerültek a csontok. A lámpa használatával járható barlangban feltűnően sok pók fordul elő. A helyi jelentőségű üreg vízszintes kiterjedése 4,6 m, magassága pedig 0,8 m. Megtörtént a barlang azonosítása a helyszínen, leírása, felmérése, fényképezése, illetve részleges őslénytani vizsgálata. Nem érdemes tovább kutatni az üreget, melyben az Alba Regia Barlangkutató Csoport tagjai 1979. február 4-én, barlangkataszterező munka során jártak.
A kéziratba bekerült a barlang alaprajz térképe, hosszmetszet térképe és 2 keresztmetszet térképe. A térképek 1:100 méretarányban ábrázolják a barlangot. Az alaprajz térkép használatához a térképlapon jelölve van az É-i irány. Az alaprajz térkép bemutatja az egyik keresztmetszet elhelyezkedését a barlangban. A keresztmetszet térképeken a barlang két bejárata van bemutatva. A térképek elkészítéséhez a barlangot Szolga Ferenc, Gönczöl Imréné, Koch Zoltán és Zentai Ferenc mérték fel 1979. február 4-én. A térképeket 1979. február 22-én rajzolta Szolga Ferenc. A kéziratban látható a Fáni-völgy térképe (kb. 1:10.000 méretarány). A térképen jelölve van az É-i irány. A térképen megfigyelhető a Fáni-völgyi 4. sz. üreg (a térképen: F4) földrajzi elhelyezkedése. A kéziratban van két olyan fénykép, amelyek szemléltetik a barlangot. Az első fényképen a barlang bejárata, a második fényképen pedig a barlang belseje látható. A fényképeket Zentai Ferenc készítette.

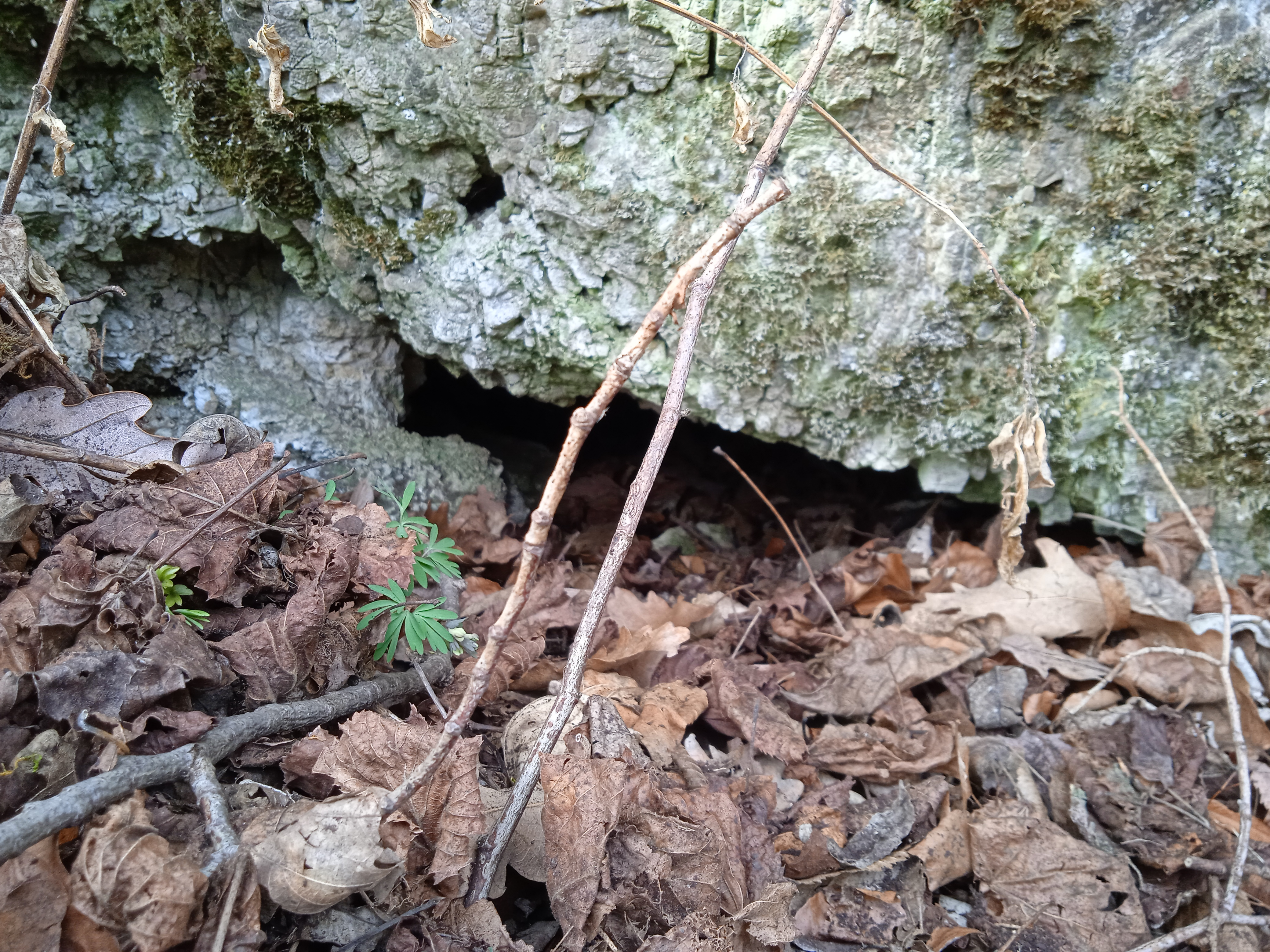
A Fáni-völgyi 4. sz. üreg járhatatlan méretű nyílása

Az 1979. évi MKBT Beszámolóban napvilágot látott, Kordos László által írt összeállításban az olvasható, hogy a Vértes 28.sz.barlangból 1979-ben az Alba Regia Barlangkutató Csoport gyűjtött Laciniaria plicata (csiga, Krolopp Endre által meghatározva), Chiroptera indet. (denevér), Glis glis (nagy pele) és Lepus europaeus (mezei nyúl) maradványt (MÁFI Gy. sz.: 1979/7). A leletek holocén koriak.
Az FTSK Barlangkutató Szakosztály 1980. évi jelentésében meg van említve, hogy az FTSK barlangkutató csoportja 1968. március 31-én mérte fel a Fáni-völgy üregeit. Az 1980. évi MKBT Beszámolóban publikálva lett az 1980. évi csoportjelentésnek a Fáni-völgyben lévő üregeket említő része. Az 1984-ben kiadott, Magyarország barlangjai című könyv országos barlanglistájában szerepel a Vértes hegység barlangjai között a barlang Fáni-völgyi 4. sz. üreg (Fáni-völgyi 1. hasadékbarlang) néven. A listához kapcsolódóan látható a Dunazug-hegység barlangjainak földrajzi elhelyezkedését bemutató 1:500 000-es méretarányú térképen a barlang földrajzi elhelyezkedése.
A Béni Kornél és Viszló Levente által írt, 1996-ban napvilágot látott könyvben szó van arról, hogy 10 barlang van a Fáni-völgyben. A völgyben megfigyelhető sok barlang miatt a völgy a Kőlik-völgyhöz hasonló. Ugyanolyan dolomitbreccsa a felépítő kőzet is. A Fáni-völgyben lévő barlangok kialakulásának esetében is a fagyaprózódásos kimállás játszotta a főszerepet. A völgy üregeire jellemző a borsókő előfordulása és gyakran pirosas elszíneződésű falak vannak bennük. Ennek oka ismeretlen. Az üregek lényegében három helyen koncentrálódnak, de ezek közül kettő egymással szemben, a völgy É-i és D-i oldalán fekszik. A völgy mindegyik barlangja a kisebb méretű barlangok közé tartozik.
A barlang 2003. május 1-jén, BTI kataszteri felvétel alapján készült nyilvántartólapja szerint a 4522-36 barlangkataszteri számú Fáni-völgyi 4. sz. üreg (Fáni-völgyi 1. hasadékbarlang, Fáni-völgyi 4.sz. barlang) a Vértes hegységben lévő Vértesbogláron (Fejér megye) található. Az üreg bejáratának koordinátái (Trimble Geoexplorer 3): X: 606341, Y: 235130, Z: 247. Hegyoldalon lévő sziklakibúvásban, erdőben van a barlang 0,6 m széles, 0,4 m magas, természetes jellegű, háromszög alakú és vízszintes tengelyirányú bejárata. A részletesen felmért barlang 5 m hosszú, 1 m függőleges kiterjedésű, 1 m magas, 0 m mély és 5 m vízszintes kiterjedésű. Triász dolomitban húzódik az üreg. A barlang kialakulását előkészítette a tektonika. Az üreg kifagyásos kőzetaprózódás miatt jött létre.
Az átjáró, rétegrés térformájú barlang vízszintes aljzatú, és jellemző szelvénytípusa a lapító. Szervetlen, helyben keletkezett törmelékkitöltése kőzettörmelékből áll. Avar és moha fordul elő benne. Barlangleltári szám: 13. Tematikus feldolgozás: térkép, fénykép, kataszter, leírás. 1979-ben lett először említve a barlang az irodalomban. A gyakorlatilag érintetlen barlang gyakorlatilag érintetlen aljzatú és ásványkiválásai gyakorlatilag érintetlenek. A nehezen járható (meredek) terepen megközelíthető, könnyen járható barlang megtekintéséhez nem szükséges engedély. Az üreget a feltöltődés veszélyezteti. Illetékes természetvédelmi hatóság: Duna–Ipoly Nemzeti Park Igazgatóság. A barlang felszínének védettsége: Vértesi Tájvédelmi Körzet (19/1976. OTvH határozat).

## További irodalom
- Horváth János: Szpeleográfiai terepjelentések az 1966., 1970. és 1974. évekből. Kéziratok. (A kéziratok megtalálhatók a Magyar Karszt- és Barlangkutató Társulat Dokumentációs Szakosztályánál.)